# Лермонтов на Дону

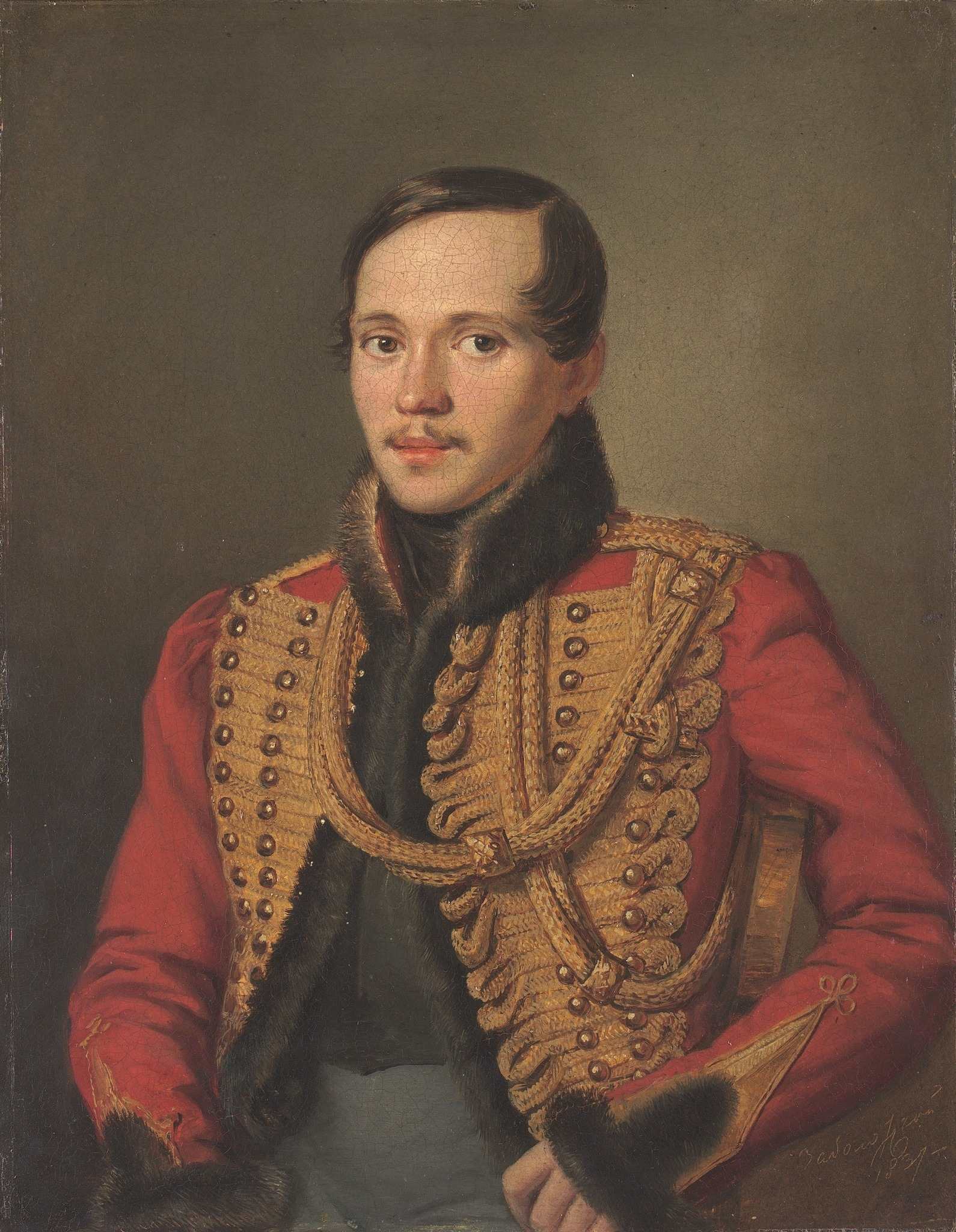
Портрет Михайла Юрійовича Лермонтова

Михайло Юрійович Лермонтов  (рос. Михаил Юрьевич Лермонтов)  (15 жовтня 1814, Москва — 27 липня 1841, П'ятигорськ) — російська поет, прозаїк, драматург, художник кілька разів бував на Дону.

## Історія перебування на Дону
Михайло Юрійович Лермонтов не раз перетинав донську землю проїздом на Кавказ, роблячи зупинки в Аксайской станиці та Новочеркаську. Вперше в 1820 році - шестирічним хлопчиком з бабусею, Е. А. Арсеньєвої і гувернерами - до Гарячих ключів. У 1825 році бабуся повторно возила десятирічного онука для лікування водами. Це поїздка справила на Михайла Юрійовича велике враження: йому запам'яталися широкі донські степи, численні загадкові кургани стародавніх народів, якими була багата донська земля. Пізніше, за вірш "На смерть поета" Лермонтова заслали на Кавказ, де в той час палала війна з горцями. Тією ж дорогою, що і в дитинстві, Михайло Юрійович проїхав по донський землі. В середині червня 1840 роки він прибув у Новочеркаськ на поштово-ямщицкую станцію, що розташовувалася на розі Отаманській і Горбатою вулиць. Поет оселився в одноповерховому будинку донського наказного отамана Михайла Григоровича Хомутова, колишнього командира лейб-гвардії гусарського полку, в якому Лермонтов служив. Ще однією метою його зупинки в Новочеркаську була зустріч зі своїм товаришем по службі за гусарського полку Олександром Гавриловичем Ремі, в чині підполковника перебував на службі при наказного донського отамана.

## Творчість
Надалі донська тематика посіла чільне місце у творчості Лермонтова. Спогади про донських теренах, відображених дитячою пам'яттю, відбилися у вірші "1813, червня 11 дня". Степовий простір з його вільними обителями (шулікою, ширяє "в небесній тиші", табуном коней, який "ярма не знає") викликає у поета уявлення про свободу, породжує широкий погляд на світ, глибину самопізнання. У 1833 році Лермонтов почав працювати над романом "Вадим", присвяченому селянській війні 1773-1775 років, на чолі якої стояв донський козак Омелян Пугачов. Спираючись на розповіді старих людей, що пам'ятали "пугачевщину", історичний матеріал, самостійно зібраний ним, Михайло Юрійович Лермонтов в числі перших в російській літературі широко і яскраво втілив заборонену в ті часи тему пугачовського повстання. Показуючи злочинну несправедливість гордовитих поміщиків і пояснюючи причини бунту пригноблених, Лермонтов, як і Пушкін не вважав селянські війни виправданою формою вирішення соціальних проблем. Він бачив, що повсталий народ, "Втрачаючи контроль розуму", був здатний спопелити разом з деспотизмом і всі завоювання культури.
Торкнувся Лермонтов у своїй творчості і разинской темі, також забороненою в ті часи. Разинские мотиви звучать в його поемі "Пісня про царя Івана Васильовича, молодого опричника і удалого купця Степана Калашникова". Саме через присутність у ній мотивів "розбійних пісень" поема була заборонена цензурою. Особливо відповідає мотивами разинского фольклору опис могили удалого молодця.
Донський степу, її вільним, сміливим часом примхливим синам присвятив поет вірша "Два сокола", "Отаман". У вірші "Отаман" Лермонтов використовує мотиви народних пісень про Степана Разіна, розвиваючи легендарний сюжет про утопленні лихим дінцем своєї коханки-бранки. Про повну небезпек службі козака можна прочитати в його "Козачої колискової пісні" і поемі "Черкеси".
Книги великого поета, Михайла Юрійовича Лермонтова, читають на Дону. Його ім'я носять бібліотеки і вулиці міст і станиць Ростовської області.
Пам'ятники-бюсти Лермонтова встановлені р. Волгодонську та інших містах і станицях Дону.
Урочисте відкриття пам'ятника-погруддя Лермонтову в р. Ростові-на-Дону відбулося 14 вересня 2007 року і приурочений до святкування Дня міста.